# Гайтабашы, Абдулгамид-бек
Абдулгами́д-бек Гайтабашы́ также известный как Хамид Гайтабаши или Абдул Гайтабаши (азерб. Əbdülhəmid bəy Şərif bəy oğlu Qaytabaşı, 10 июля 1884 года или 8 февраля 1884 года, Тифлис — 1920 год, остров Наргин, Бакинский архипелаг) — офицер Русской императорской армии, генерал-майор и начальник штаба армии Азербайджанской Демократической Республики.
Участник Первой мировой войны. За проявленную доблесть в боях был награждён рядом орденов Российской империи.
20 августа 1918 года был назначен в штаб Кавказской исламской армии. Участвовал в нескольких сражениях за освобождение Азербайджана от большевистско-дашнакской оккупации.
Обвинён в поддержке Гянджинского восстания против советской власти в Азербайджане и расстрелян.

## Биография
Абдулгамид-бек Гайтабаши родился 10 июля 1884 года в Тифлисе. 

### Служба в российской армии
В 1906 году окончил Павловское военное училище и по высочайшему приказу от 24 марта того же года был выпущен из юнкеров подпоручиком со старшинством со дня выпуска в дислоцированный в Елизаветполе 261-й пехотный резервный Шемахинский полк 52-й пехотной дивизии 3-го Кавказского армейского корпуса.
Во время Первой мировой войны воевал в рядах 205-го Шемахинского пехотного полка в составе той же 52-й пехотной дивизии 3-го Кавказского армейского корпуса. 5 октября 1914 года был ранен в бою около деревни Дембняк. За храбрость в боях был награждён орденами Святой Анны 3-й степени (ВП 16.05.1914), Святого Владимира 4-й степени с мечами и бантом (ВП 26.02.1915), Святой Анны 4-й степени с надписью «За храбрость» (ВП 27.02.1915). Штабс-капитан (1915).
11 декабря 1917 года приказом № 155 главнокомандующего войсками Кавказского фронта генерала от инфантерии М. А. Пржевальского было  начато формирование на добровольных началах Мусульманского корпуса.  Командиром корпуса был назначен бывший командующий 10-й армией Западного фронта генерал-лейтенант Али-Ага Шихлинский.
6 марта 1918 года Абдулгамид-бек Гайтабаши был назначен начальником штаба Мусульманского корпуса. 18 марта 1918 года согласно решению правительства Закавказского комиссариата № 246 ему было присвоено звание полковника.

### В Азербайджанской Демократической Республике

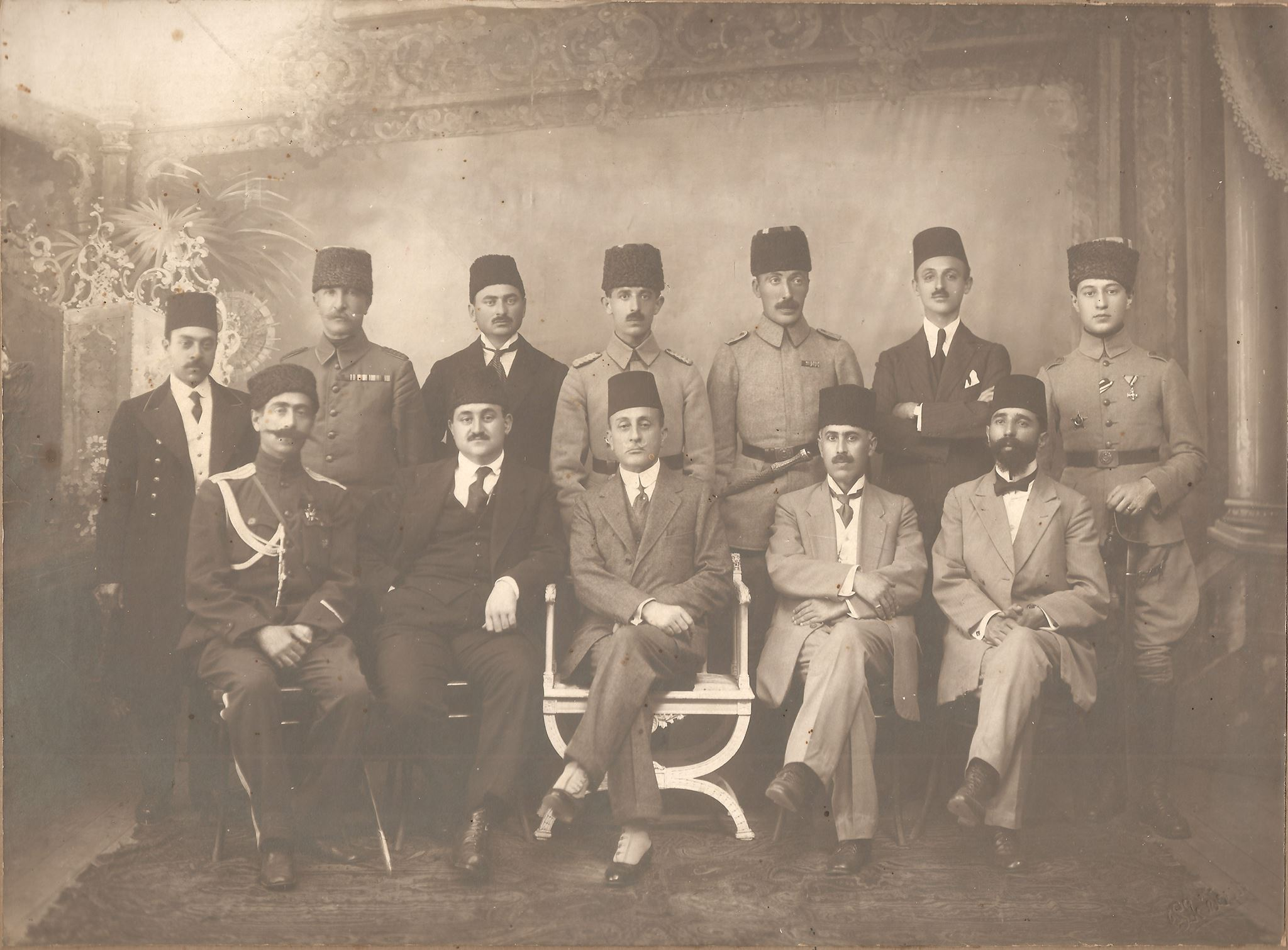
Сидящий первым слева — Абдулгамид-бек Гайтабаши

26 июня 1918 года постановлением Совета Министров АДР, Мусульманский корпус был переименован в Отдельный Азербайджанский корпус.
20 августа 1918 года полковник Гайтабаши был назначен в штаб Кавказской исламской армии. 15 ноября 1918 года приказом военного министра АДР генерала от артиллерии Самеда бека Мехмандарова был назначен дежурным генералом Главного штаба. 25 июня 1919 года постановлением Совета министров Азербайджанской Демократической Республики ему было присвоено звание генерал-майора.
10 декабря 1919 года, после назначения приказом военного министра № 568 генерал-майора Габиб-бека Салимова начальником Бакинского укреплённого района, «на правах и с содержанием корпусного командира и начальником гарнизона г. Баку», временное исполнение обязанностей начальника Главного штаба было возложено на генерал-майора Абдулгамид-бека Гайтабаши, который занимал этот пост до создания Штаба Азербайджанской армии.
17 февраля 1920 года, после увольнения начальника Генерального штаба генерал-лейтенанта Сулькевича из Азербайджанской армии, Абдулгамид-бек был назначен членом комиссии по реорганизации Генерального штаба армии. Приказом № 128 военного министра от 2 марта 1920 года, Главный штаб и Главное управление Генерального штаба были объединены в Штаб армии, а генерал-майор Абдулгамид-бек Гайтабаши был назначен дежурным генералом Штаба армии. Он оставался в этой должности и звании до падения Азербайджанской Демократической Республики.
После советизации 1920 года Абдулгамид Гайтабаши в течение месяца продолжал исполнять обязанности начальника Штаба азербайджанской армии. В июне 1920 года был арестован по обвинению в участии в Гянджинском восстании и отправлен на остров Наргин, где был расстрелян. Место его могилы неизвестно.

## Семья
Прадед Абдулгамида, капитан Абдулмеджид-бек, в конце XVIII века переселился из Стамбула в Тифлис. После переселения в Тифлис он поступил на службу в армию Российской империи. Во время службы в Османской армии Абдулмеджид-бек был командиром полка, а тех, кто занимал такую должность, называли «Хайтабаши». Он взял эту фамилию. Однако, после переселения в Тифлис, фамилия «Хайтабаши» была переведена на русский язык и стала звучать как «Гайтабаши».
Отец Абдулгамида, подполковник Шариф-Ага Гайтабаши родился 26 октября 1835 года в Тифлисе. В документах 1890 года указано, что он служил переводчиком восточных языков в Центральном штабе Русской армии в Тифлисе в звании подполковника. Состоял по армейской кавалерии. Кавалер оденов Святой Анны 2-й степени, Святого Станислава 2-й степени, Святого Станислава 3-й степени. В 1883 году «за выслугу 25 лет в офицерских чинах» был удостоен ордена Святого Владимира 4-й степени с бантом. Шариф бек был женат дважды, поскольку его первая жена скончалась. Во втором браке он женился на Хадидже ханым, дочери землевладельца Мирзы Алиага из деревни Шыхлы Казахского уезда. В этом браке родился их седьмой ребёнок — Абдулгамид Гайтабаши.
Абдулгамид бек был женат на Саре ханым, дочери Мешеди Махмуда. У них было двое детей: сын Лятиф и дочь Хадиджа.

## Память
Мамед Эмин Расулзаде в своей книге «Азербайджанская республика: процесс становления и современное положение» 1923 года назвал Абдулгамид-бека Гайтабаши мучеником за независимость Азербайджана.
Генерал-лейтенант Российской армии и помощник (заместитель) военного министра АДР генерал от артиллерии Али Ага Шихлинский в своих воспоминаниях также писал о Абдулгамид-беке Гайтабаши.